# Langues witotoanes
Les langues witotoanes sont une famille de langues amérindiennes d'Amérique du Sud, parlées dans le Nord-Ouest de l'Amazonie, au Pérou et en Colombie.

## Classification

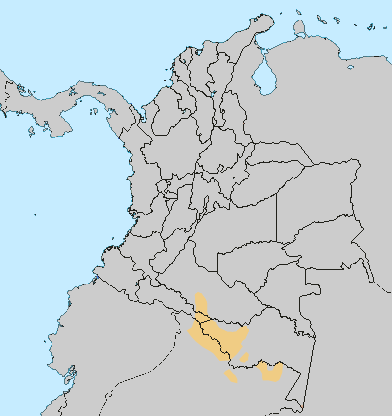
Les langues witotoanes, en ocre sur la carte

La famille witotoane rassemble deux branches anciennement considérées comme deux familles différentes. Le witoto est, pour Seifart une seule langue, avec quatre dialectes. Pour Aschmann, trois langues witoto existent, le nɨpode, le murui et le mɨnɨca.
- Branche bora-muinane:
  - Le bora et le miraña
  - Le muinane
- Branche ocaina-witoto:
  - L'ocaina
  - Sous-branche witoto:
    - Le witoto nɨpode
    - Le witoto mɨnɨca
    - Le witoto murui
    - Le witoto mɨca
- Le nonuya